# Chrysuronia
Chrysuronia é um gênero de aves apodiformes pertencente à família dos troquilídeos, que inclui os beija-flores. O gênero possui mais de nove espécies, constituindo um dos gêneros com maior quantidade de espécies reclassificadas; que se distribuem nas florestas tropicais úmidas e tropicais pluviais ao oeste sul-americano em altitudes entre 50 e 1650 metros acima do nível do mar. Suas espécies representantes estavam anteriormente classificadas dentro de Amazilia, Hylocharis e o extinto Lepidopyga. Os nomes vernáculos destes beija-flores divergem de acordo com a classificação desatualizada, no qual as denominadas safiras pertenciam à Hylocharis.
Embora uma maioria significativa das espécies seja considerada como "espécie pouco preocupante" pela IUCN, com o beija-flor-de-cauda-dourada (C. oenone), o beija-flor-de-garganta-safira (C. coeruleogularis) e o beija-flor-verde-brilhante (C. goudoti) apresentando tendências populacionais estáveis ou crescentes, o beija-flor-de-barriga-safira (C. lilliae) é considerado uma espécie ameaçada de extinção.

## Descrição
São beija-flores de tamanho comum de comprimento entre 8,5 e 12,5 centímetros. Os representantes desta espécie se caracterizam por seu bico escuro retilíneo ou ligeiramente curvado, com maxilar avermelhado e de extremidade escura. Apresenta dimorfismo sexual acentuado, onde os machos da maioria das espécies se caracterizam pela sua plumagem mais colorida, além de medirem quase uma grama inteira a mais do que as fêmeas. Os beija-flores das espécies C. lilliae, a maioria das subespeciações de C. versicolor e os C. leucogaster e C. humboldtii apresentam coroas verde-brilhante ou, ainda, verde-azulada e partes superiores esverdeada. As espécies C. coeruleogularis e oenone se diferenciam por plumagem iridescente e bastante colorida, ao que C. grayi e C. oenone se caracterizam pela coroa azul-violeta ou azul-cobalto. A maioria das espécies apresenta cauda comum enquanto a cauda bifurcada é característica de coeruleogularis, e ajuda a diferenciá-la de outros beija-flores de comprimento similar. Os imaturos se assemelham às fêmeas, mas são menores e com algumas pequenas alterações na plumagem. Entre as outras características marcantes estão a penas das asas e da cauda menos coloridas, o abdômen esbranquiçado ou cinzento nas fêmeas e cauda curta, o que também é observado em machos de C. brevirostris. Tais características oferecem estas aves à classificação dentro da tribo Trochilini.

## Distribuição e habitat
Os beija-flores safiras, anteriormente específicos ao Hylocharis, são encontrados principalmente ao oeste sul-americano, desde a faixa costeira do Pacífico, no Panamá, exclusivamente no caso de C. humboldtii e, dessa vez incluindo C. grayi, seguindo em direção às regiões interandinas no departamento de Valle del Cauca, no oeste da Colômbia, ao sul da província de Pichincha e Esmeraldas, no Equador. Enquanto isso, as aves anteriormente classificados em Lepidopyga, se distribuem desde o departamento colombiano de Chocó, seguindo ao vale do rio Magdalena, incluindo uma espécie (C. lilliae) endêmica da Colômbia, sendo encontrada perto da Sierra Nevada de Santa Marta, e no caso de C. coeruleogularis, desde o Panamá até a Colômbia e, mais recentemente, na Costa Rica. Sua espécie-tipo, a única a não ser movida a outro táxon, se encontra distribuída a oeste e norte da Venezuela, centro-leste colombiano, extremo-oeste do Brasil, ao nordeste do Peru e norte da Bolívia. As espécies que anteriormente se encontravam em Amazilia, podem ser encontradas nas Guianas, Venezuela, Brasil até o arquipélago de Trinidad e Tobago, ao que versicolor pode ser encontrada também na Argentina, Bolívia e Paraguai. Estes beija-flores podem habitar florestas tropicais e subtropicais úmidas e pluviais, próximas à cordilheira andina, além de florestas secundárias e semi-decíduas altamente degradadas, também são encontrados em áreas urbanas semi-abertas e, ainda, em plantações de cacau.

## Sistemática e taxonomia
O gênero foi introduzido primeiramente em 1850, por Charles Lucien Jules Laurent Bonaparte, pesquisador francês especializado em ornitologia, para Ornismya oenone, que já havia sido descrito anteriormente em 1832, por René Primevère Lesson. A denominação é uma aglutinação de dois descritores específicos que caracterizam sinônimos para a mesma espécie, onde chrysura, deriva de um termo da língua grega antiga: χρυσός, chrysós, que significa "ouro"; e oenone, uma romanização do substantivo οἰνώνη, oinóni, derivado do grego antigo e referencia a ninfa homônima. Sua espécie-tipo foi especificada por George Robert Gray, que também foi homenageado em C. grayi, em 1855, como Chrysuronia oenone.
Este gênero era anteriormente monotípico, incluindo apenas a espécie-tipo, o beija-flor-de-cauda-dourada. Um estudo filogenético molecular publicado em 2014 por McGuire et al. descobriu que os gêneros Amazilia e Lepidopyga eram polifiléticos. Dentro da revisão da classificação para a introdução de um monotipo, o gênero Chrysuronia aumentaria sua abrangência a incluir as espécies anteriormente classificadas nos gêneros Amazilia e Lepidopyga.

### Espécies[1][2]
- Chrysuronia goudoti (Bourcier, 1843), beija-flor-verde – pode ser encontrado no extremo-oeste da Venezuela e norte da Colômbia
  - Chrysuronia goudoti goudoti (Bourcier, 1843) – subespécie nominal; região central e superior do vale do rio Magdalena, ao norte da Colômbia
  - Chrysuronia goudoti zuliae (Cory, 1918) – norte e oeste da bacia do lago de Maracaibo, na Venezuela
  - Chrysuronia goudoti luminosa (Lawrence, 1862) – planícies costeiras do norte da Colômbia
  - Chrysuronia goudoti phaeochroa (Todd, 1942) – região sul e leste da bacia do lago de Maracaibo, ao noroeste venezuelano
- Chrysuronia oenone (Lesson, 1832), beija-flor-de-cauda-dourada – pode ser encontrado em Trinidad e Tobago, extremo noroeste venezuelano e Colômbia central, leste do Peru e Equador, oeste boliviano e sul da região norte do Brasil
  - Chrysuronia oenone oenone (Lesson, 1832) – subespécie nominal; leste da Colômbia ao leste venezuelano e equatoriano, nordeste do Peru e o oeste do Brasil
  - Chrysuronia oenone josephinae (Bourcier & Mulsant, 1848) – região amazônica do Peru
  - Chrysuronia oenone alleni (Elliot, 1888) – distribui-se exclusivamente ao norte da Bolívia
- Chrysuronia versicolor (Vieillot, 1818), beija-flor-de-banda-branca – pode ser encontrado desde o sudeste das Caraíbas, oeste da Guiana, norte colombiano, região atlântica, amazônica e do cerrado brasileiro ao norte rio-platense
  - Chrysuronia versicolor versicolor (Vieillot, 1818) – subespécie nominal; distribui-se exclusivamente na região sudeste do Brasil e adjacências anteriormente incluídas
  - Chrysuronia versicolor hollandi (Todd, 1913) – sudeste tropical venezuelano e Guiana adjacente
  - Chrysuronia versicolor kubtchecki (Ruschi, 1959) – nordeste da Bolívia ao leste do Paraguai, seguindo à sudoeste do Brasil e extremo-nordeste da Argentina
  - Chrysuronia versicolor millerii (Bourcier, 1847) – leste da Colômbia, seguindo ao sul da Venezuela ao leste peruano e norte do Brasil
  - Chrysuronia versicolor nitidifrons (Gould, 1860) – distribui-se exclusivamente no nordeste do Brasil
  - Chrysuronia versicolor rondoniae (Ruschi, 1982) – não possui reconhecimento de espécie; norte da Bolívia e norte-central do Brasil, principalmente em Rondônia
- Chrysuronia coeruleogularis (Gould, 1851), beija-flor-de-garganta-safira
  - Chrysuronia coeruleogularis coeruleogularis (Gould, 1851) – subespécie nominal; encosta pacífica da Chiriquí (província ao leste do Canal do Panamá
  - Chrysuronia coeruleogularis coelina (Bourcier, 1856) – norte do departamento de Chocó seguindo até a região colombiana de Santa Marta
  - Chrysuronia coeruleogularis confinis (Griscom, 1932) – encosta caribenha do oeste panamenho e noroeste colombiano
- Chrysuronia lilliae (Stone, 1917), beija-flor-de-barriga-safira – endêmico da Colômbia; pode ser encontrado exclusivamente em Ciénaga Grande de Santa Marta
- Chrysuronia humboldtii (Bourcier & Mulsant, 1852), safira-do-mangue – pode ser encontrado na costa do Oceano Pacífico, extremo sudeste do Panamá, oeste da Colômbia e província de Esmeraldas
- Chrysuronia grayi (Delattre & Bourcier, 1846), safira-de-cabeça-azul – pode ser encontrado no departamento de Valle del Cauca, no oeste da Colômbia, ao sul da província de Pichincha
- Chrysuronia brevirostris (Lesson, 1829), beija-flor-de-bico-preto – pode ser encontrado no leste venezuelano, Guianas e região norte do Brasil
  - Chrysuronia brevirostris brevirostris (Lesson, 1829) – subespécie nominal; leste venezuelano, Guiana, Guiana Francesa, Suriname e norte-central do Brasil
  - Chrysuronia brevirostris orienticola (Todd, 1942) – região litorânea e costeira das Guianas
  - Chrysuronia brevirostris chionopectus (Gould, 1859) – distribui-se exclusivamente na ilha constituinte de Trinidad
- Chrysuronia leucogaster (Gmelin, 1788), beija-flor-de-barriga-branca – pode ser encontrado desde o leste venezuelano, Guianas e regiões setentrionais do Brasil
  - Chrysuronia leucogaster leucogaster (Gmelin, 1788) – subespécie nominal; leste da Venezuela, seguindo às Guianas e norte do Brasil
  - Chrysuronia leucogaster bahiae (Hartert, 1899) – extremo-leste da região nordeste do Brasil, desde o sul de Pernambuco ao estado da Bahia